# Люксметр

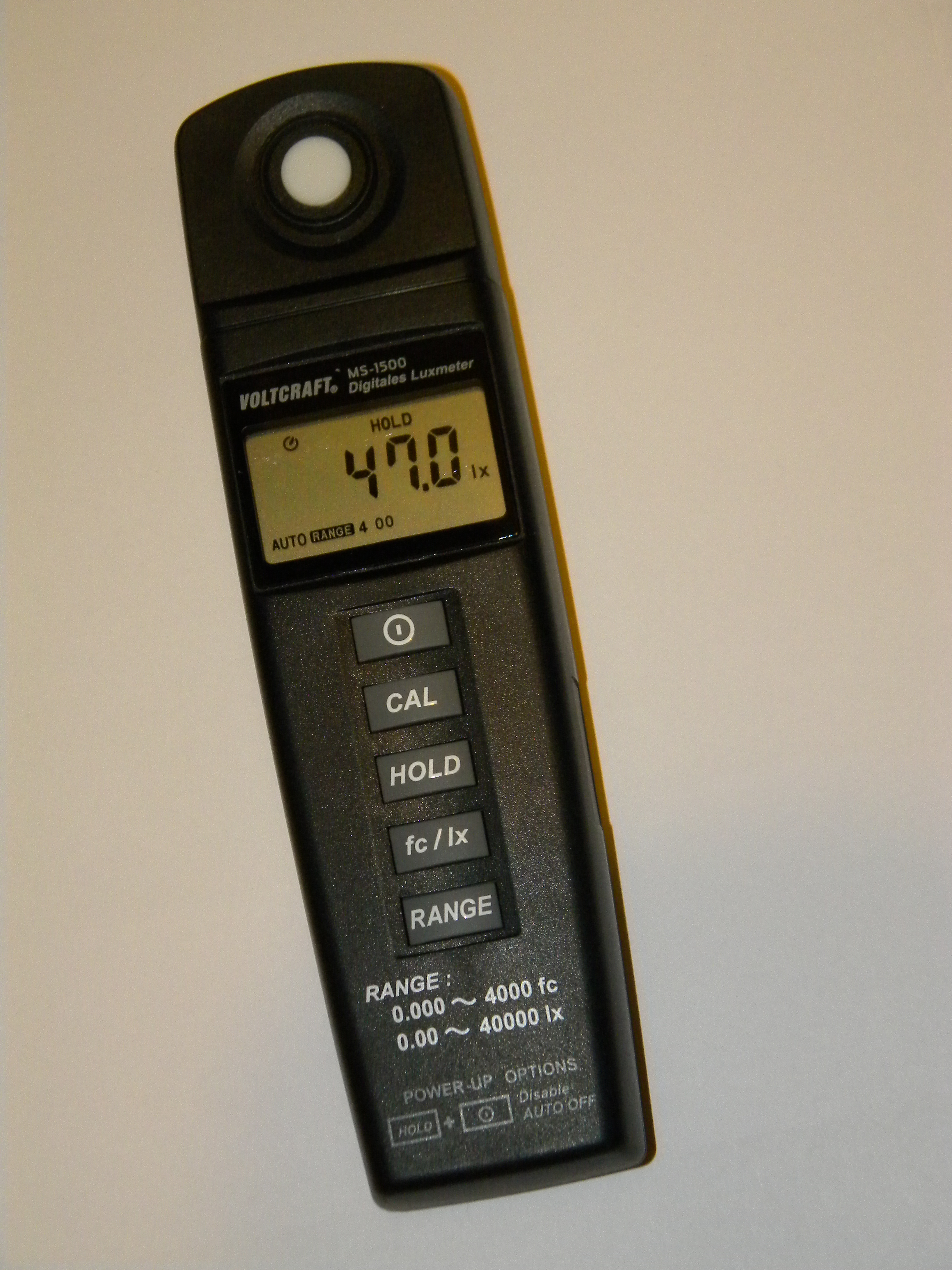
Люксметр

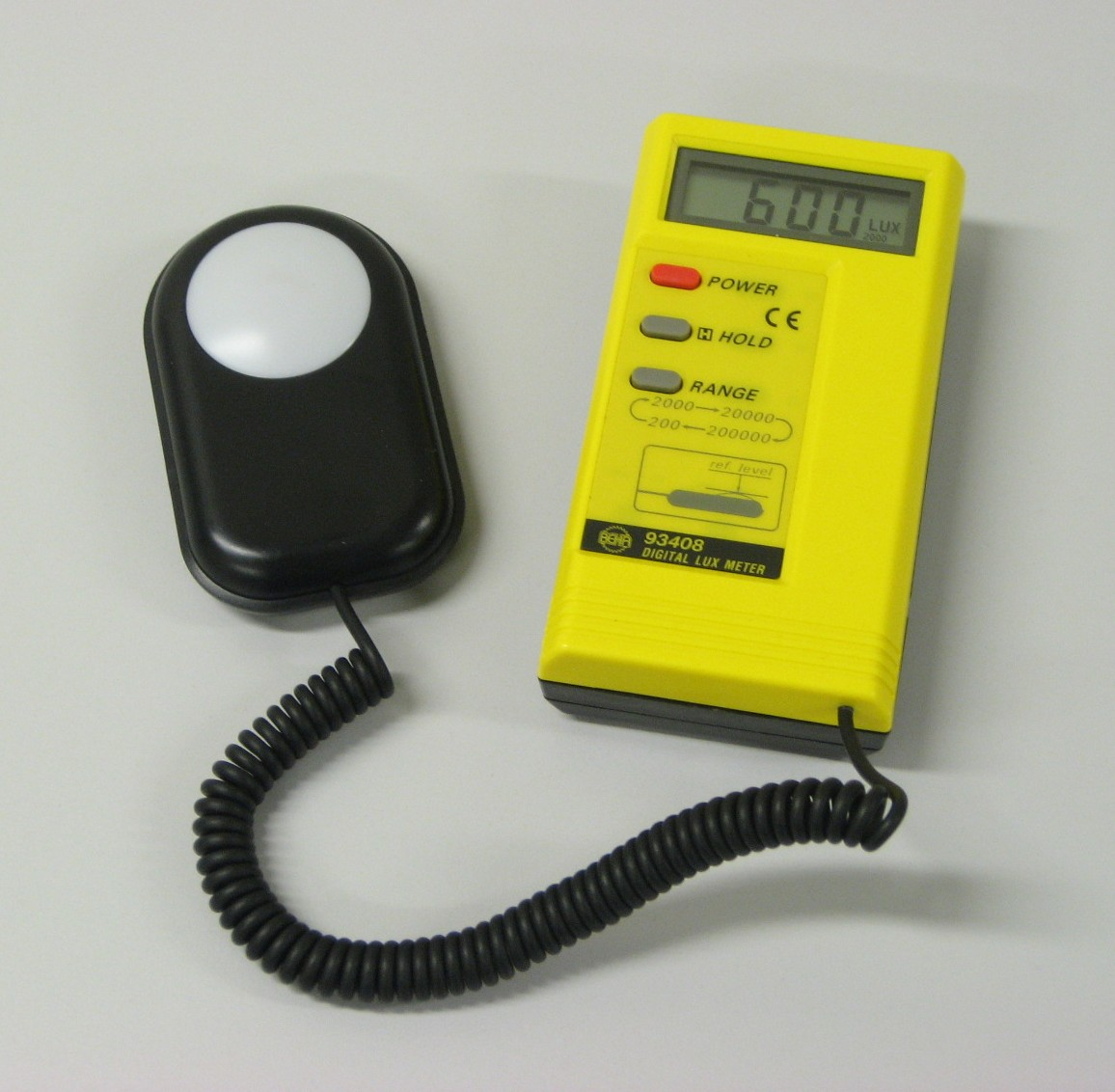
Люксметр

Люксме́тр (рос. люксметр, англ. luxmeter, нім. Luxmeter n, Beleuchtungs(stärke)messer m) — прилад для вимірювання освітленості в люксах.

## Опис
Найпростіший люксметр складається з селенового фотоелемента, який перетворює світлову енергію в енергію електричного струму, і вимірює цей фотострум стрілочного мікроамперметра зі шкалами, проградуйованими в люксах. Різні шкали відповідають різним діапазонам вимірюваної освітленості, перехід від одного діапазону до іншого здійснюють за допомогою перемикача, що змінює опір електричного кола. (Наприклад, люксметр типу Ю-16 має три діапазони вимірювань: до 25, 100 і до 500 лк). Ще більш високі освітленості можна вимірювати, використовуючи надягаючи на фотоелемент світлорозсіюючі насадки, які послаблюють падаюче на елемент випромінювання в певне число разів.
Криві відносної спектральної чутливості селенового фотоелемента і середнього людського ока неоднакові, тому показання люксметра залежать від спектрального складу випромінювання. Зазвичай прилади градуюють з лампою розжарювання, і при вимірюванні простими люксметрами освітленості, створюваної випромінюванням іншого спектрального складу (денне світло, люмінесцентне освітлення), застосовують отримані розрахунком поправочні коефіцієнти. Похибка вимірювань такими люксметрами становить не менше 10% від вимірюваної величини.
Люксметри більш високого класу оснащуються корегують світлофільтрами, в поєднанні з якими спектральна чутливість фотоелемента наближається до чутливості ока; насадкою для зменшення помилок при вимірюванні освітленості, створюваної косопадаючим світлом; контрольною приставкою для повірки чутливості приладу. Просторові характеристики освітлення вимірюють люксметри з насадками сферичної та циліндричної форми. Є моделі люксметрів з пристосуваннями для вимірювання яскравості. Похибка вимірювань найкращими люксметрами - близько 1%.

## Інтернет-ресурси
- Люксметр[недоступне посилання з липня 2019] — статья в БСЭ